# Мессьє 79
Мессьє 79 (також відоме як М79 та NGC 1904) є кулястим скупченням у сузір'ї Зайця. Відкрито П'єром Мешан 26 жовтня 1780 року.

## Цікаві характеристики
M79 знаходиться на відстані близько 41 000 світлових років від Землі і 60 000 світлових років від центру Галактики.
Його вважали частиною галактики карликової галактики Великого Пса.

## Спостереження

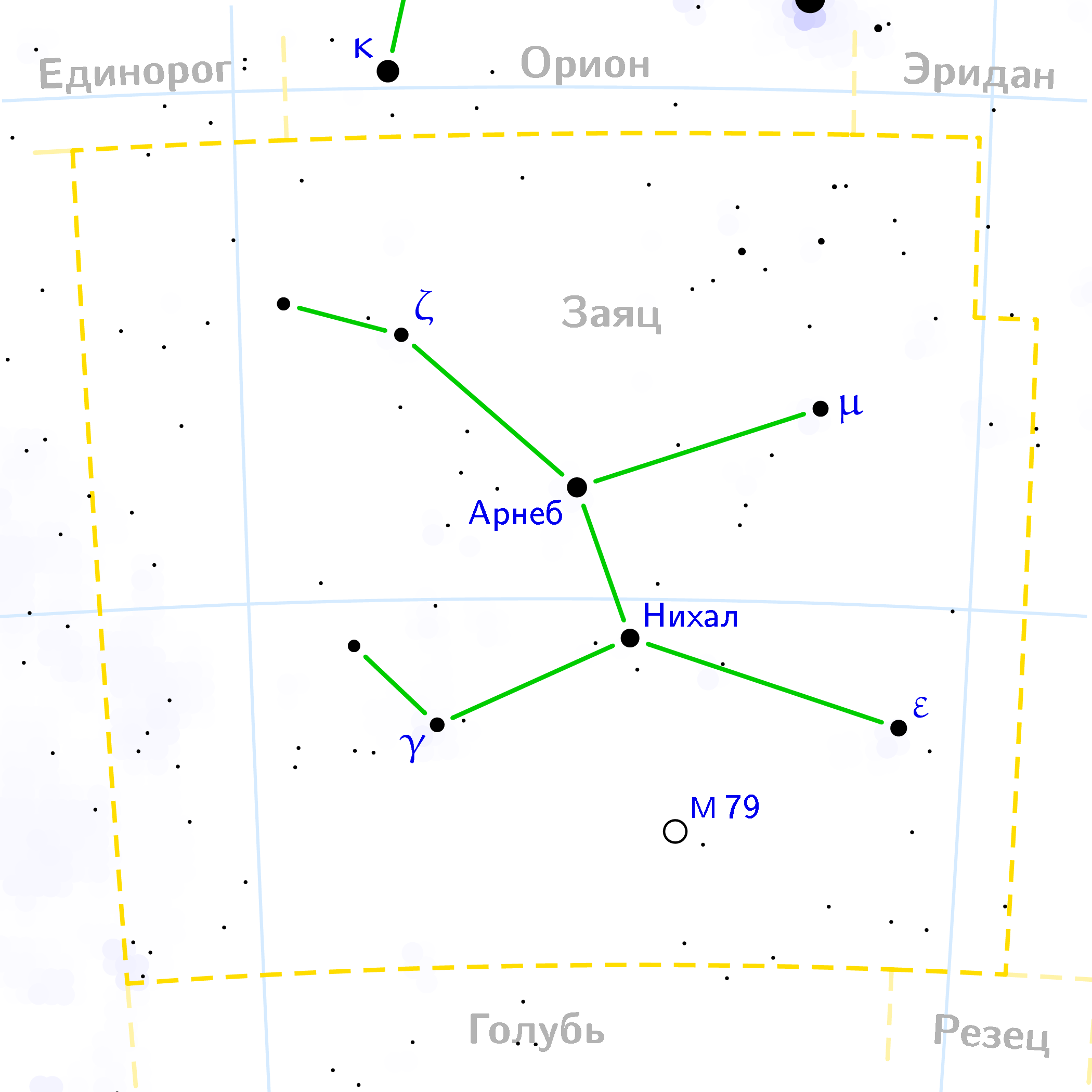
Кулясте скупчення M79 в сузір'ї Зайця

## Навігатори
Координати:  05г 24м 10.59с, −24° 31′ 27.3″